# Danny Weis
Danny Weis (* 28. září 1948 Huntington Park, Kalifornie) je americký rockový kytarista. V srpnu 1966 spoluzaložil skupinu Iron Butterfly, ze které však roku 1967 odešel. Spolu s Iron Butterfly nahrál jedno album nazvané Heavy. V roce 1967 byl jedním z původních členů skupiny Rhinoceros, ve které působil i další bývalý člen Iron Butterfly, baskytarista Jerry Penrod. Skupina vydala celkem tři studiová alba a v roce 1970 se rozpadla. Weis pak krátce hrál s kapelou The Rascals a později spolu s několika členy Rhinoceros založil skupinu Blackstone, která se po vydání jednoho alba rozpadla.
V roce 1974 hrál Weis na kytaru na albu Sally Can't Dance kytaristy a zpěváka Lou Reeda a doprovázel jej rovněž na nadcházejícím turné. V roce 1979 vystupoval ve filmu Růže jako člen fiktivní skupiny The Rose Band. V prosinci 2006 vydal své první sólové album nazvané Sweet Spot. V srpnu 2009 vystoupil při jednorázovém koncertě obnovených Rhinoceros. Během své kariéry hrál i na albech dalších hudebníků, mezi které patří David Ackles, Iain Matthews nebo Burton Cummings.